# Enrique de Hériz
Enrique de Hériz (Barcelona, 1964-Ibidem, 14 de marzo de 2019) fue un escritor, traductor y crítico literario español, director Editorial de Ediciones B.

## Biografía
Tras licenciarse en Filología Hispánica en la Universidad de Barcelona, publicó en 1994 su primera novela El día menos pensado, que fue bien recibida por la crítica. Continuó su trayectoria editorial como traductor y editor, compaginando su trabajo de escritor con su puesto de director editorial en Ediciones B. En el 2000 abandonó definitivamente su puesto de director editorial de Ediciones B para poder dedicarse plenamente a la escritura y a la traducción. 
Estaba casado con la editora Yolanda Cespedosa,con quien tuvo dos hijos: Clara y Martín.
Falleció el 14 de marzo de 2019 a los 55 años, a causa de un cáncer de pulmón que padecía desde hacía seis meses.

## Obras
- El día menos pensado, Edhasa, Madrid, 1994, Navona, 2020
- Historia del desorden, Edhasa, Madrid, 2000, Navona 2020
- Sorda pero ruidosa, Edhasa, Madrid, 2003. Premio de narración breve UNED en 2003
- Mentira, Edhasa, Madrid, 2004. V Premio Llibreter. Traducida a más de diez idiomas. Navona, 2019
- Manual de la oscuridad, Edhasa, Madrid, 2009, Navona, 2020
- Traducción y edición íntegra de Robison Crusoe, de Daniel Defoe, Edhasa, Madrid, 2012